# Camporrobles (kommunhuvudort)
Camporrobles är en kommunhuvudort i Spanien.   Den ligger i provinsen Província de València och regionen Valencia, i den centrala delen av landet, 210 km öster om huvudstaden Madrid. Camporrobles ligger 919 meter över havet och antalet invånare är 1 372.
Terrängen runt Camporrobles är platt åt sydväst, men åt nordost är den kuperad. Runt Camporrobles är det glesbefolkat, med 13 invånare per kvadratkilometer. Närmaste större samhälle är Utiel, 19,4 km sydost om Camporrobles. Trakten runt Camporrobles består till största delen av jordbruksmark.